# Jacques-André Naigeon
Jacques-André Naigeon (Parigi, 15 luglio 1738 – Parigi, 28 febbraio 1810) è stato un letterato, enciclopedista, editore, pubblicista, attivista e artista francese, esponente dell'illuminismo, collaboratore stretto del barone d'Holbach e amico di Diderot.
Fu un fedele intendente di d'Holbach e membro effettivo della coterie holbachiana, di cui fu uno dei più attivi nella campagna di diffusione dei suoi libri filosofici e dei pamphlet antireligiosi. Naigeon partecipò con Denis Diderot all'Encyclopédie e alla redazione e forse alla scrittura di alcune opere di Holbach. Come d'Holbach egli fu un ateo, materialista, anticlericale e anticattolico convinto.

## Biografia
La data di nascita è incerta tra 1735 e 1738, più probabile, come la morte è situazione tra dicembre 1809 e febbraio 1810. Alcuni fonti indicano il 15 luglio come giorno di nascita e il 28 febbraio di morte.
Inizialmente era un pittore e uno scultore (amico del pittore rococò Jean-Honoré Fragonard che eseguì l'unico ritratto che probabilmente raffigura Naigeon), coinvolto da Diderot nell'Encyclopédie; una volta conosciuto Holbach, Naigeon adottò rapidamente i principi atei del barone e collaborò con lui alle sue opere, supervisionando la loro stampa clandestina ad Amsterdam e curando la Morale Universelle di d'Holbach e il suo Essai sur les préjugés. Per la stampa e la diffusione clandestina dei «pasticcini» sfornati dalla «boulangérie» – così scherzosamente chiamava la «panetteria» holbachiana Diderot, in quanto sia lui, sia il barone avevano curato l'edizione di opere postume di Nicolas-Antoine Boulanger – d'Holbach poteva giovarsi dell'aiuto anche del fratello minore di Naigeon, «controllore dei viveri» a Sedan. Suo tramite i manoscritti inviati a tipografi olandesi, una volta stampati, venivano fatti rientrare in Francia ricorrendo agli espedienti più vari.

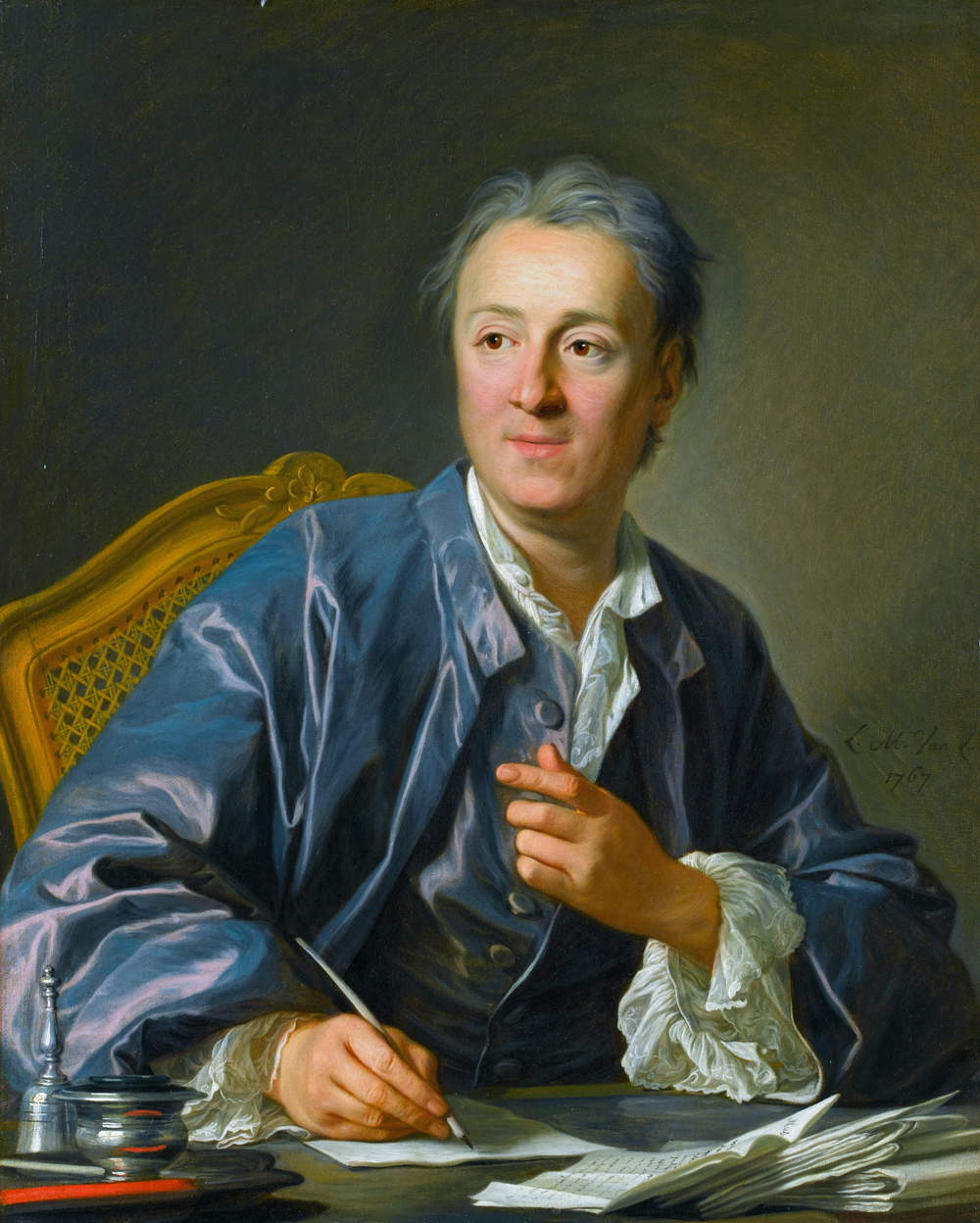
Denis Diderot

Le voci dell'Enciclopedia a cui certamente lavorò, assieme ad altri come Louis de Jaucourt, sono "Libertà", "Ricchezza" e, da solo, "Unitari".
Diderot parla di Naigeon in alcune lettere a Sophie Volland e in una a Voltaire. Conobbe anche Rousseau, e nelle sue opere non mancano attacchi e sarcasmo verso la religiosità del ginevrino e in particolare verso la Professione del vicario savoiardo dell'Emilio, dove dai propri sentimenti e dal moto dei corpi Rousseau deduce l'esistenza di Dio, la sua bontà e la retribuzione: per Naigeon e d'Holbach, che scendono sul campo della metafisica, è la materia che è eterna, in trasformazione e contiene in sé i germi del movimento, come espresso nel Sistema della natura e ne Il buon senso, le opere principali dove il barone spiega il proprio ateismo e anti-provvidenzialismo.
Vantando una conoscenza approfondita dei classici, ad esempio le opere di Tacito, Naigeon curerà anche una traduzione francese delle opere di Seneca iniziata da Nicolas La Grange, pubblicandola insieme all'Essai sur les régnes de Claude et de Néron di Diderot (Parigi, 1778). Altri lavori editoriali includevano i Saggi di Montaigne e una traduzione delle lettere filosofiche di John Toland, oltre che di moralisti antichi. Divenne editore, compilatore e commentatore delle opere di Diderot dopo che quest'ultimo lo nominò suo esecutore letterario.
Continuò il suo lavoro editoriale dopo le morti di Diderot (1784) e d'Holbach (1789). Pubblicò un'edizione incompleta delle opere di Diderot nel 1798 dopo aver scritto Mémoires historiques et philosophiques sur la vie et les ouvrages de Diderot, un commento incompiuto sulla sua vita e sulle sue opere. L'unica opera filosofica completamente originale di Naigeon fu Le militaire philosophe, pubblicata con Difficultés sur la religion, proposées au Père Malebranche di Robert Challe (Londra e Amsterdam, 1768), che si basava su un precedente manoscritto anonimo e il cui capitolo finale fu scritto da d'Holbach. Questo lavoro ripeteva per lo più gli argomenti materialisti atei, anticristiani e deterministi della letteratura radicale della seconda metà del XVIII secolo. Naigeon continuò i suoi attacchi alla religione nel suo Dizionario dell'antica e moderna filosofia, compreso nell'Enciclopedia metodica (1791-1794). Inviò una proposta all'Assemblea nazionale nel 1790 (Adresse à l'Assemblée nationale sur la liberté des opinions) dove propose l'assoluta libertà di stampa, chiedendo all'Assemblea di omettere il nome di Dio e la religione dalla Dichiarazione dei diritti dell'uomo e del cittadino. Ritorna anche sulla proposizione holbacchiana secondo cui, in caso di monarchia costituzionale, il principe ereditario avrebbe dovuto avere precettori laici scelti dal popolo tra i filosofi, escludendo i precettori cattolici (specialmente i gesuiti).

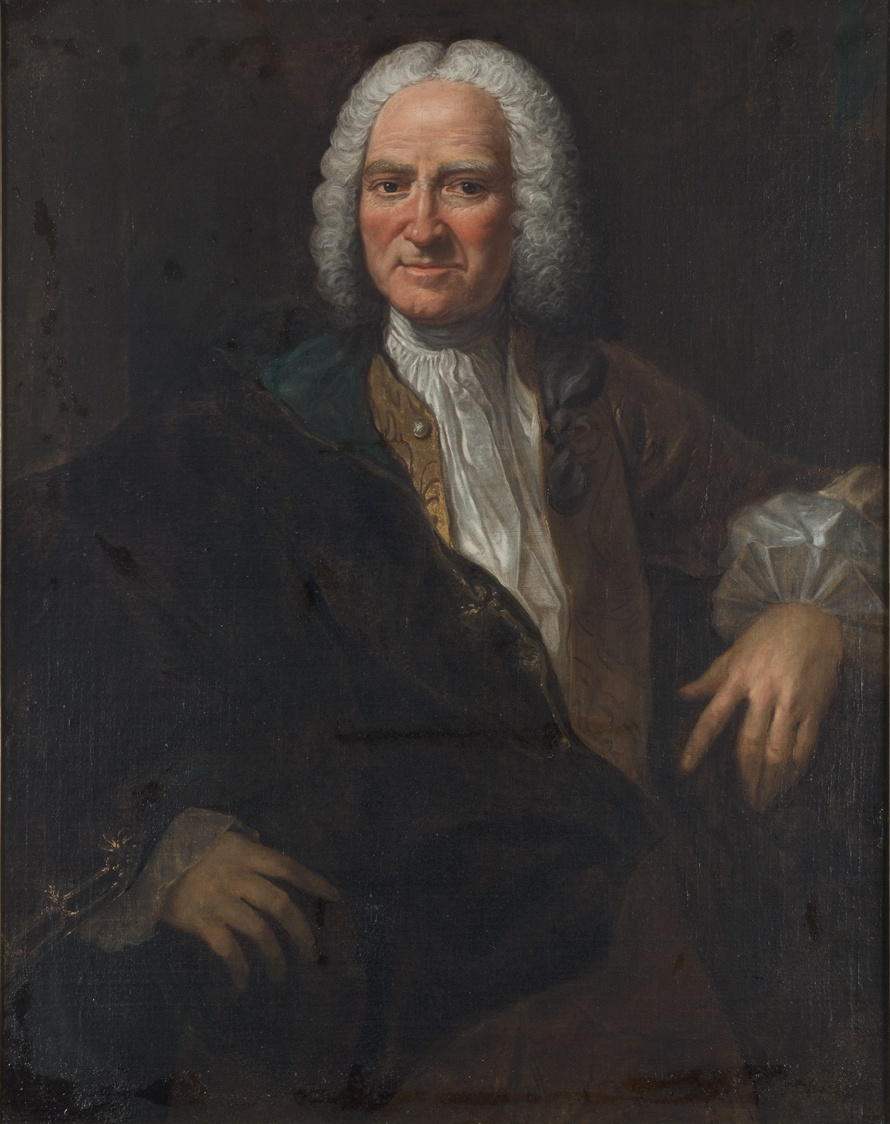
Il Barone d'Holbach

Naigeon, seppur non politicamente estremista e non attivo personalmente, durante la Rivoluzione francese potrebbe aver simpatizzato per una decristianizzazione, in quanto in scritti del 1790 e del 1791 sostenne la necessità che la fazione atea possa sopravanzare quella credente, in coerenza con il suo ateismo e forte anticlericalismo, sebbene non ci sono suoi testi diretti al proposito sul favore o la contrarietà di Naigeon verso la scristianizzazione forzata come quella posta in atto dagli hébertisti e da Fouché, o scritti in cui parli del Culto della Ragione di matrice atea (eventi del 1793). Egli criticò Robespierre - secondo la testimonianza di J.P. Damiron - anche se non pubblicamente per aver istituito l'effimera religione di Stato deista del Culto dell'Essere Supremo nel giugno 1794 (facendo sue le critiche di Rousseau, il rivoluzionario giacobino diceva "l'ateismo è aristocratico"). Redasse nuove edizioni delle opere di Holbach e Diderot, adattandosi alla situazione politica, anche durante il periodo termidoriano, il Direttorio e l'Impero di Napoleone. Esistono scritti successivi in cui attacca pesantemente Robespierre, che vengono fatti risalire al periodo termidoriano e direttoriale (probabilmente al 1797), a causa dell'avversione di quest'ultimo per il materialismo di Holbach, Diderot ed Helvétius. Non sappiamo se furono scritti assecondando il clima del momento, o se Naigeon abbia approvato la svolta moderata della reazione termidoriana. In questi scritti emerge infatti anche la contrarietà di Naigeon al governo dei montagnardi e, specialmente, al Regime del Terrore, in cui avevano perso la vita persone che stimava come l'enciclopedista Condorcet (suicida in prigione perché considerato filo-girondino per aver votato contro la pena di morte per Luigi XVI) e il figlio di Buffon, ghigliottinato come nobile "sospetto".
Responsabile della parte filosofica dell'Enciclopedia metodica, Naigeon aveva predicato negli anni della rivoluzione il fatalismo determinista, il materialismo, l'ateismo, il meccanicismo e il determinismo, contro la Chiesa cattolica, i privilegi e la superstizione, in particolare negli articoli dedicati a Collins, Campanella, Vanini e Meslier. Tuttavia non apprezzò, in un momento in cui voleva diventare un membro del Corpo legislativo, nel 1804, che Sylvain Maréchal e Joseph Jérôme Lefrançois de Lalande gli avessero dato un posto nel loro Dizionario degli atei.
Ormai uno degli ultimi philosophes ancora in vita assieme a Morellet e pochi altri, ormai noto, Naigeon era tuttavia membro dell'Institut de France dal 1795, in una sezione dell'Académie des sciences morales et politiques, dove svolgeva però ruolo passivo.
Pur morendo prima della Restaurazione dei Borboni, assistette al ritorno di una "monarchia" con la proclamazione imperiale di Napoleone e alla prima incrinatura dello stato laico francese nato dalla rivoluzione e dall'illuminismo con il Concordato del 1801, mentre Bonaparte emarginava gli ideologi dalla politica. Fu sempre ricordato da tutti come uomo onesto e retto, a volte di modi rudi. Vedendo in seguito risorgere tutto ciò che aveva combattuto in Francia, i suoi ultimi anni furono tristi e cupi. Con l'età erano sopraggiunte la solitudine, la malattia, e, se non l'indigenza, almeno una certa difficoltà economica, che lo costrinse a separarsi dalla ricca biblioteca che aveva raccolto con amore e cura. Morì a Parigi nel 1810 a circa 72 anni, lasciando gli averi rimanenti al fratello e alla sorella.
Dopo la morte, venne descritto come un fanatico ateo da dimenticare; il suo successore in Accademia, Népomucène Lemercier, gli rimproverò specialmente la sua idea di non voler confinare alle classi colte il materialismo ma di diffonderlo apertamente (quindi di minare la morale popolare secondo i critici), ma fu rivalutato assieme a d'Holbach dopo la Restaurazione.

## Opere personali
Oltre agli articoli per l'Encyclopédie, scrisse le seguenti opere
- Les Chinois, commedia scritta con Charles Simon Favart (1756)
- Le Militaire philosophe, 1768 - con la collaborazione di D'Holbach, assieme a  Difficultés sur la religion proposées au père Malebranche di Robert Challe.
- Adresse à l'Assemblée nationale sur la liberté des opinions, 1790
- Dictionnaire de philosophie ancienne et moderne in Encyclopédie méthodique, 1791.
- Mémoire sur la vie et les œuvres de Diderot, 1832.

## Traduzioni ed edizioni
- Recueil philosophique ou Mélange de pièces sur la religion et la morale par différents auteurs, Londres (cioè Amsterdam, Marc-Michel Rey), 1770.
- Manuale di Epitteto, traduzione, Paris, Didot l'aîné et De Bure l'Aîné, 1782, réédité en 1790
- Collection des Moralistes anciens (tra cui l'opera precedente)
- Diversi opuscoli di d'Holbach e alcuni di Diderot